# تليف المنصف
يُعد السبب الأكثر شيوعًا تليف المنصف هو تليف المنصف مجهول السبب، أما الأقل شيوعًا فهو داء النوسجات السلي أو غير المعروف. يتميز بالتليف الغازي والمكلس الذي يتمحور حول العقد الليمفاوية التي تسد الأوعية الرئيسية والمجاري الهوائية. يعد هذا المرض نادر الحدوث في أوروبا. يتم مشاهدة المزيد من الحالات في الولايات المتحدة الأمريكية حيث قد يرتبط المرض غالبًا بداء النوسجات.